# Ariulfo
Ariulfo (em grego: Αριούφος; romaniz.: Arioúphos) foi um oficial militar bizantino do século VI, durante o reinado do imperador Maurício (r. 582–602). Aparece nas fontes no final 582, quando participou na Batalha do Ninfeu como comandante do flanco esquerdo do exército imperial. O flanco direito estava sob Curs e o centro sob João Mistacão. Talvez era um mestre dos soldados vacante, pois seus cocomandantes eram mestres dos soldados e quiçá possuía a mesma posição.